# Riu Dâmbovița
El Dâmbovița és un riu de Romania que té el seu origen a les Muntanyes Făgăraş. El seu curs passa per Bucarest fins a desembocar al riu Argeș a 258 kilòmetres del seu lloc d'origen a Budești, a la província de Călărași. La província de Dâmboviţa rep el seu nom pel riu, ja que bona part del seu recorregut passa per aquesta província romanesa.
El riu transcorre per les següents comunes, poblacions i ciutats:
- Dragoslavele
- Malu cu Flori
- Cândeşti
- Vulcana-Băi
- Voineşti
- Mănești
- Dragomirești
- Lucieni
- Nucet
- Conteşti
- Lunguleţu
- Bucarest (capital de Romania)
- Plătăresti
- Vasilaţi
- Budeşti (població)

## Galeria d'imatges

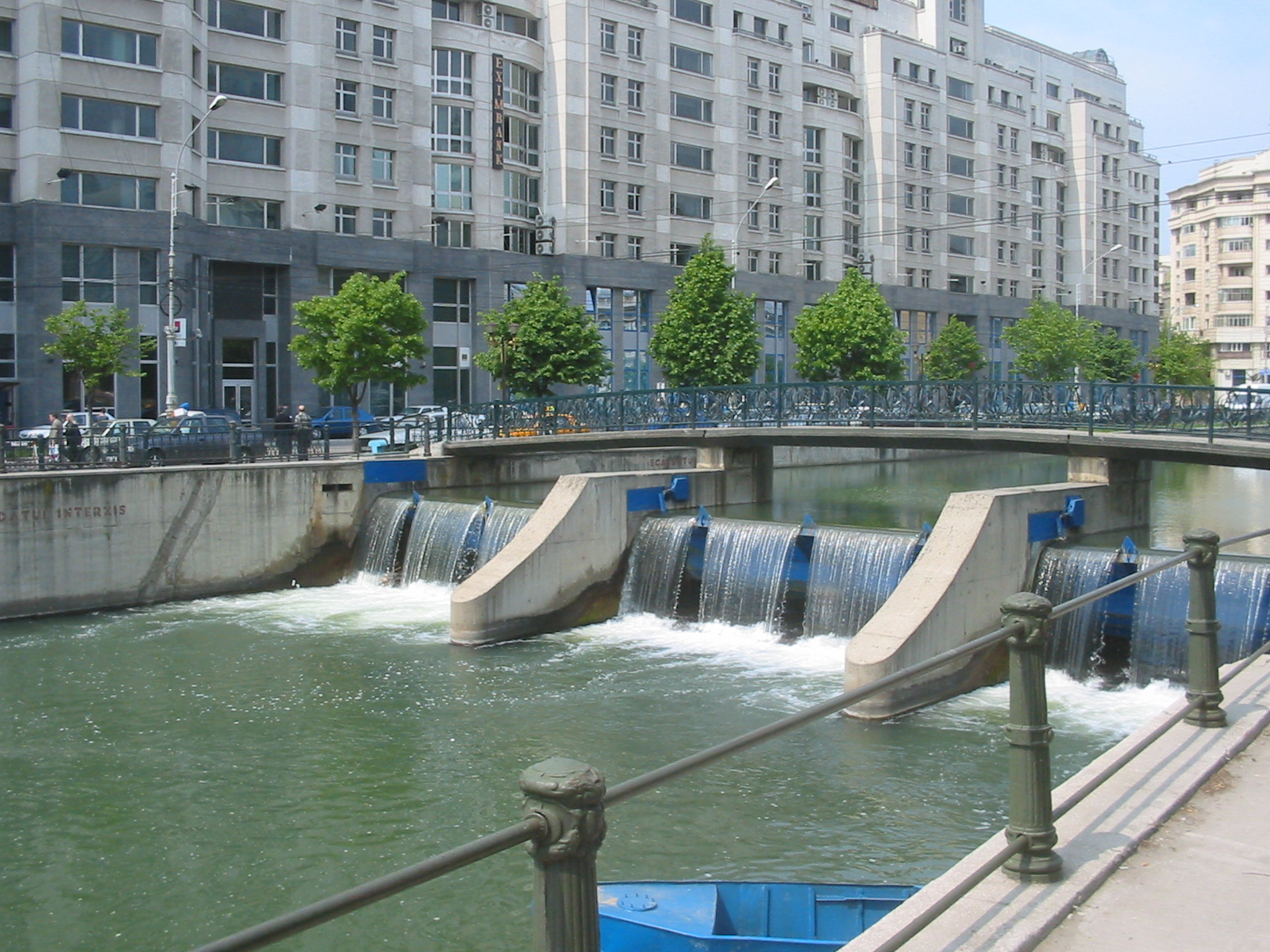
El riu Dâmbovița a Bucarest